# Mimbaste

Mimbaste este o comună în departamentul Landes din sud-vestul Franței. În 2009 avea o populație de 1.002 de locuitori.

## Evoluția populației
| An        | 1975 | 1982 | 1990 | 1999 | 2006  | 2009  |
| --------- | ---- | ---- | ---- | ---- | ----- | ----- |
| Populație | 928  | 914  | 924  | 997  | 1.011 | 1.002 |